# Fast draw

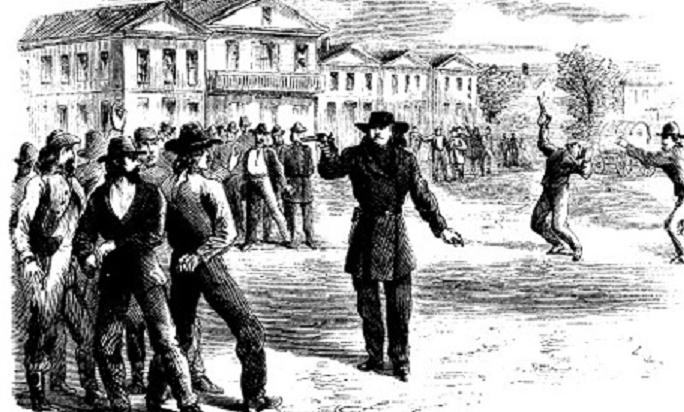
Dziki Bill Hickok grozi przyjacielowi Davisa Tutta po pokonaniu Tutta w pojedynku, na ilustracji w Harper’s New Monthly Magazine (1867)

Fast draw – umiejętność szybkiego dobycia rewolweru lub pistoletu i dokładnego wystrzelenia przy tym do celu, spopularyzowana dzięki romantycznym przedstawieniom rewolwerowców w słynnych historycznych strzelaninach na amerykańskim Dzikim Zachodzie.
W dzisiejszych czasach fast draw można zaobserwować zarówno w sporcie, jak i podczas ćwiczeń wojskowych. World Fast Draw Association (WFDA) to międzynarodowy organ sankcjonujący sport fast draw. W odróżnieniu od Cowboy Action Shooting (CAS), fast draw jest wykonywany specjalnymi ślepakami lub pociskami z wosku. Chociaż niektóre zawody rozgrywane są na czas, wiele z nich rozgrywanych jest w trybie bezpośrednich pojedynków z pojedynczą lub podwójną eliminacją.

## Opis
Celem fast draw jako sportu jest szybkie wyciągnięcie rewolweru lub pistoletu i oddanie strzału z największą dokładnością. Inspiracją dla tego sportu były relacje z pojedynków i strzelanin, które miały miejsce na Dzikim Zachodzie, takie jak strzelanina Dzikiego Billa Hickoka z Davisem Tuttem, pojedynek w saloonie Long Branch, strzelanina w O.K. Corral i inne, co z kolei zainspirowało hollywoodzkich filmowców do strzelanin oglądanych w westernach. Rewolwerowcy Jim Leavy i Tom Carberry zasłynęli z udziału w co najmniej dwóch pojedynkach fast draw w swoim życiu. Chociaż wielu rewolwerowców na Dzikim Zachodzie było niebezpiecznych dla otoczenia, tylko kilka znanych postaci historycznych zostało uznanych przez historyków za „szybkich”, takich jak Dziki Bill Hickok, Doc Holliday, John Wesley Hardin, Luke Short, Tom Horn i Billy Kid.
W odróżnieniu od przedstawień widzianych w westernach, pojedynki fast draw w tamtych czasach toczono w tradycyjnej postawie pojedynkowej. Zazwyczaj historyczne pojedynki na Dzikim Zachodzie były prymitywną formą „pojedynku według południowego kodeksu”, wysoce sformalizowanego sposobu rozwiązywania sporów między dżentelmenami posługującymi się mieczami lub bronią, mającego swoje korzenie w europejskim rycerstwie. Na Dzikim Zachodzie termin „szybko wyciągający” niekoniecznie oznaczał, że dana osoba szybko wyciąga rewolwer lub pistolet – w rzeczywistości oznaczał, że dana osoba jest agresywna i wyciąga broń w każdej sytuacji, nawet takiej w której jej użycie nie było konieczne.
Podczas gdy umiejętność szybkiego dobycia broni palnej była popularną umiejętnością na Dzikim Zachodzie, współczesne szybkie dobywanie jest bardziej inspirowane pojedynkami pistoletowymi w zachodnich filmach niż historycznymi strzelaninami. Większość strzelanin, które miały miejsce na Dzikim Zachodzie, była bardziej spontaniczna i wynikała albo ze spożycia nadmiernej ilości alkoholu, albo z powodu ostrych sprzeczek. Pojedynki, choć toczone również w imię honoru, zwykle nie były sformalizowane i czasami wynikały z nagromadzenia negatywnych emocji w danej chwili. W takich okolicznościach ten, kto jako pierwszy potrafił wyciągnąć, strzelić i trafić przeciwnika, zwykle zwyciężał, ale prawdziwi strzelcy tamtych czasów cenili oprócz szybkości także spokój i dokładność.

## Kabury
W westernach pasy z bronią bohaterów są często noszone nisko na biodrach i zewnętrznej stronie uda, a kabura jest wycięta wokół spustu i chwytu rewolweru lub pistoletu, co zapewnia płynne i szybkie dobycie. Tego typu kabury to hollywoodzki anachronizm. Rewolwerowców fast draw można odróżnić od filmowych kowbojów, ponieważ ich broń często jest przymocowana do uda. Na długo zanim kabury zostały utwardzone, były miękkie i giętkie, co zapewniało wygodę noszenia przez cały dzień. Rewolwerowiec używał zaczepów, aby rewolwer lub pistolet nie zaczepił się o kaburę podczas dobycia. W większości przypadków rewolwerowcy po prostu chowali rewolwery lub pistolety do kieszeni, co było szybsze i bardziej praktyczne. Inni rewolwerowcy używali specjalnej kabury Bridgeport, która zapewniała szybsze i łatwiejsze wyciąganie broni.